# Diamond District
O Diamond District é um bairro de Manhattan em Nova Iorque, localizado na Rua 47, entre a Quinta Avenida e a Sexta Avenida (Avenida das Américas). Fica bem no centro de Manhattan, a uma curta distância de muitas atrações de Nova York. Ele está localizado a um quarteirão sul do Rockefeller Center, três quadras ao sul do Radio City Music Hall (ao longo da Avenida das Américas), três quadras ao sul da Catedral de São Patrício (ao longo da Quinta Avenida), e um bloco a leste do teatro da Broadway.
O distrito foi criado quando os negociantes vieram do norte, de um distrito mais perto de Canal Street e da Bowery, que foi criado na década de 1920, e de um segundo distrito localizado no distrito financeiro, perto do cruzamento das Ruas Fulton e Nassau, que começou em 1931. A mudança começou em 1941. O bairro cresceu em importância quando os nazistas alemães invadiram a Holanda e a Bélgica, forçando milhares de judeus ortodoxos a seguirem pelo caminho dos negócios de diamantes, no intuito de fugir de Antuérpia e Amsterdã e se estabelecer em Nova York. A maioria deles permaneceu após a Segunda Guerra Mundial, e continuam a ser uma influência dominante no Diamond District. 
Havia uma notável (anomalia de longa data do bairro que foi o famoso Gotham Book Mart) livraria, que ficava localizada na Rua 41 Oeste com a Rua 47 entre os anos de 1946 e 2004.
A área é um dos centros principais da indústria mundial de diamantes (junto com Londres - pedras em bruto, o Antwerp Diamond District, na Bélgica - histórico, mas minguante; Mumbai, Índia - aumentando em importância, Ramat Gan, Israel - também está crescendo, e Joanesburgo , África do Sul - a principal fonte histórica), bem como o centro do premier para compras de jóias na cidade. Cerca de 90% dos diamantes nos Estados Unidos entram por Nova York.

## Operação
As receitas totais do comércio local em um único dia, em média, giram na casa dos U$ 400 milhões.  Há 2.600 empresas independentes localizadas no bairro, quase todos eles tratam de diamantes e jóias. A maior parte estão localizadas em cabines. Muitos negócios são finalizados por uma bênção, simples e tradicional e um aperto de mão. O Diamond Club Concessionárias - também conhecido como o DDC  - é um clube exclusivo que funciona como uma troca de diamantes de fato e tem a sua própria sinagoga.